# Левс Калниньш
Левс Калниньш (латис. Ļevs Kalniņš; 1890—1917) — латиський військовий, кавалер ордена Лачплесіса.

## Біографія
Народився в селі Єспари, Вецсалацької волості. Отримав середню освіту.
Брав участь у Першій світовій війні. До лав Російської імператорської армії був призваний у вересні 1914 року. Служив у різних запасних частинах в Астрахані, Одесі та Житомирі. Закінчив Житомирську школу прапорщиків.
У січні 1916 року був переведений до 3-го Курземського латиського стрілецького батальйону, де брав участь у боях біля Ложметейкална, на Острові Смерті, у Різдвяних боях та інших.
У ніч на 5 липня 1916 року, перебуваючи на Острові Смерті, разом зі своїм взводом прорвався до німецьких окопів, незважаючи на щільний ворожий вогонь та особисті поранення, і захопив у противника кулемет.
В наказі про нагородження орденом Лачплесіса зазначено, що 23 та 25 грудня 1916 року в районі Мангаля і Скангалів разом із своєю ротою вибив ворога з двох бліндажів, захопив 5 кулеметів та інші трофеї.
12 січня 1917 року біля Ложметейкална під час атаки на німецькі позиції разом із половиною роти прорвав дротяні загородження та захопив ворожі окопи. Незважаючи на два поранення, залишився в строю і прийняв командування після загибелі командира. Загинув у цьому бою.